# Mella (Kuba)
Mella  ist eine Stadt und ein Municipio im äußersten Norden der kubanischen Provinz Santiago de Cuba an der Grenze zur Provinz Holguín. Hauptwirtschaftszweig ist der Zuckeranbau.
Von historischem Interesse ist der Ort Mangos de Baraguá, wo General Antonio Maceo eine Protestnote gegen den Frieden von Zanjón an die Spanier übergab.
Das Municipio Mella hat 33.667 Einwohner verteilt auf eine Fläche von 335 km², was einer Bevölkerungsdichte von 100,4 pro km² entspricht.
Die Kleinstadt Mella hieß ursprünglich Miranda, nach der Zuckerfabrik, um die herum sie entstanden war. Nach der Kubanischen Revolution wurden mit der Verstaatlichung der Zuckerindustrie im August 1961 sowohl die Fabrik als auch der Ort zu Ehren des kommunistischen Aktivisten und Studentenführers Julio Antonio Mella umbenannt.